# Енбекши (Темирский район)
Енбекши (каз. Еңбекші) — село в Темирском районе Актюбинской области Казахстана. Входит в состав Алтыкарасуского сельского округа. Код КАТО — 155633300.

## Население
В 1989 году население села составляло 484 человек. Национальный состав: казахи. В 1999 году население села составляло 469 человек (233 мужчины и 236 женщин). По данным переписи 2009 года, в селе проживало 485 человек (247 мужчин и 238 женщин). По данным переписи 2021 года, в селе проживало 315 человек (170 мужчин и 145 женщин).
| Численность населения | Численность населения | Численность населения | Численность населения |
| 1989                  | 1999                  | 2009                  | 2021                  |
| --------------------- | --------------------- | --------------------- | --------------------- |
| 484                   | ↘469                  | ↗485                  | ↘315                  |